# Perlamantis allibertii
Espèce
Perlamantis allibertii est une espèce d'insectes de la famille des Amorphoscelidae (ordre des Mantodea). 

## Répartition
Cette espèce se rencontre en zone paléarctique. Elle peut notamment être observée en  France, en Espagne, au Portugal,, au Maroc, en Algérie, en Tunisie et en Libye.

## Habitat
Perlamantis allibertii se rencontre dans une large variété d'environnements méditerranéens. Elle peut ainsi s'observer sur le sable du littoral maritime, dans les champs cultivés comme les champs de céréales sèches, les marais salants, les prairies comportant des tamaris, les cultures d'amandiers ou les oliveraies, les forêts de chênes comprenant le chêne rouvre, le chêne kermès, le chêne vert et le chêne pédonculé, les forêts mixtes de chênes et de pins avec une prédominance de conifères, le maquis et la garrigue. Elle se rencontre jusqu'à une altitude de 1000 m.

## Éthologie
Cette espèce présente une activité crépusculaire et nocturne. Elle est attirée par des sources lumineuses comme les lampadaires ou les lumières extérieures de bâtiments.
Pour ce qui concerne sa phénologie, elle n'a qu'une seule génération annuelle de juin à octobre et s'observe principalement en juillet et août.

## Description

### Diagnose
L'animal ressemble à un plécoptère. Il mesure de l'ordre de 15 mm, est brun foncé avec le dessous du corps et des pattes jaune brunâtre tacheté de noir. Les élytres et les ailes sont hyalines avec des nervures brunes.
Le Prothorax est court et à peine plus long que le mésothorax. La tête est transversale sans corne. Les antennes sont sétacées et longues d'à peine la moitié de la longueur du corps. Les élytres et les ailes sont semblables, allongées et transparentes, à nervures longitudinales et transverses comme chez les plécoptères. Les pattes antérieures ravisseuses ont des fémurs armés, en dedans et au milieu, de quatre fortes épines dont l'une est articulée. Les pattes sont grêles. Les bords antérieurs des tibias de la première paire de pattes, caractéristiques et qui différentiel cette espèce du reste des espèces de l'ordre, ne présentent pas d'épines et portent un grand crochet à l'extrémité distale. L'abdomen est terminé par deux filets ou appendices courts, qui ne dépassent pas les pièces de l'organe géniteur du mâle, aplatis et plus épais au bout.

## Systématique
L'espèce Perlamantis allibertii a été décrite par l'entomologiste français Félix Édouard Guérin-Méneville en 1843.
Cette espèce a été nommée en l'honneur du docteur Alphonse Allibert qui a découvert le spécimen ayant servi à la description à Puimoisson  (Alpes-de-Haute-Provence).
L'orthographe originale de l'espèce Perlamantis allibertii définie par Félix Édouard Guérin-Méneville présente une terminaison en -ii. Si cette orthographe est utilisée par certains auteurs,,, d'autres utilisent une terminaison en -i avec l'orthographe alliberti,,. L'article 33.4 du code international de nomenclature zoologique semble indiquer que l'orthographe correcte est celle donnée originellement par Guérin-Méneville.

### Publication originale
- Félix Édouard Guérin-Méneville, « Description d'un nouveau genre d'Orthoptères, de la famille des Mantides, découvert par M. Allibert dans le midi de la France », Revue zoologique, Paris, vol. 6,‎ 1843, p. 41-42 (lire en ligne, consulté le 4 janvier 2025).